# Domaso
Domaso (lombardul: Domas) település Olaszországban, Lombardia régióban, Como megyében. Lakosainak száma 1448 fő (2023. január 1.). Domaso Colico, Gravedona ed Uniti, Livo, Vercana, Dongo és Peglio községekkel határos.

## Népesség
A település lakossága az elmúlt években az alábbi módon változott:
| Lakosok száma | 1464 | 1490 | 1448 |
|               | 2017 | 2018 | 2023 |

## Híres emberek
- itt született Giuseppe Galante (1937–2021) olimpiai ezüstérmes, Európa-bajnok olasz evezős